# 索納加茲烏帕齊拉
索納加茲乌帕齐拉是孟加拉国吉大港縣的一个乌帕齐拉，位於吉大港专区的費尼縣。。

## 人口
據1991年孟加拉國人口普查，索納加茲共有戶數37,184戶，人口215,122人。其中男性佔比49.80%，女性佔比50.20%；成年人口99,050人。該地7歲以上人口之平均識字率為32.2%。